# Foreste e steppe montane degli Altai
Le foreste e steppe montane degli Altai sono una ecoregione terrestre della ecozona paleartica appartenente al bioma delle Foreste di conifere temperate (codice ecoregione: PA0502) che si sviluppa per circa 142 450 km² nell'Asia centrale, lungo il confine fra Russia, Mongolia, Kazakistan e Cina.
L'ecoregione fa parte dell'ecoregione globale denominata Foreste montane dei Monti Altai-Saiani, inclusa nella lista Global 200.
Lo stato di conservazione è considerato vulnerabile.

## Territorio
La regione si sviluppa in un'area lunga circa 1.300 km, che a partire dai Grandi Altai al confine fra Russia e Kazakistan a nord-ovest, attraversa gli Altai della Mongolia fino agli Altai del Gobi in direzione sud-est. Ne fanno parte il monte Belucha, con i monti del Katun, al confine fra Russia e Kazakistan, e i monti Jargalant Khairkhan, Khasagt Khairkhan e Aj Bogd nella Mongolia. La regione è solcata da diversi fiumi; fra questi i più importanti sono il Katun e l'Irtish, entrambi affluenti dell'Ob.
Il clima della regione è molto freddo e asciutto a causa dell'altitudine e della formazione anticiclonica asiatica presente sul lago Uvs. La temperatura media annuale è fra -4 °C e -6 °C con la temperatura media di gennaio che scende a -24 °C e sale a +12 °C nel mese di luglio. La precipitazione media annua si aggira tra i 250 e i 400 mm.

## Flora
Una caratteristica interessante di questa zona di steppa boscosa sono la foresta di conifere che si sviluppa sui versanti settentrionali, più freddi ed umidi, e la vegetazione di tipo steppico che predomina sulle altre pendici. Foreste di larici e cedri si trovano attorno alle sorgenti del fiume Khovd, e foreste di larici (Larix spp.) si possono trovare al di là del corso superiore dei fiumi Bulgan e Chigertei, nonché oltre i monti Khasagt Khairkhan e Taishir. Presso le sorgenti del fiume Khovd e attorno ai laghi Dayan, Khoton e Khorgon vi sono zone relitte di taiga vera e propria. Boschetti di abeti (Picea spp.) sopravvivono su alcune montagne situate lungo il fiume Khovd. Alberi di betulla (Betula spp.) e pioppo (Populus pilosa) permangono tuttora come specie relitte nelle zone più umide di alcune montagne. Festuca lenensis e Koeleria pyramidata sono le principali specie di erbe presenti sulle montagne a medie altitudini, mentre lungo i fiumi crescono Hippophae spp. e Caragana spinosa. Specie proprie del deserto e della steppa desertica quali Stipa pennata, Allium polyrhizum, Anabasis brevifolia e Artemisia frigida si spingono fin sulle regioni meridionali dei monti Altai. Questa è una conseguenza della forte influenza del clima desertico arido che predomina nelle regioni a sud e a sud-ovest di questa catena montuosa.

## Fauna
I monti Altai costituiscono un buon esempio di esistenza combinata tra comunità di steppa e di foresta in una regione montuosa. Su queste montagne vivono fianco a fianco specie generalmente associate o alla foresta o alla steppa. Roditori come la marmotta grigia (Marmota baibacina) e la marmotta della Siberia (M. sibirica) e lagomorfi come il pika alpino (Ochotona alpina) sono i piccoli mammiferi più numerosi della catena montuosa. Tra le specie minacciate su scala globale qui presenti ricordiamo il capriolo siberiano (Capreolus pygargus) e il cervo nobile (Cervus elaphus) nelle foreste e l'argali (Ovis ammon) e lo stambecco siberiano (Capra sibirica) nelle zone montuose. Tra i carnivori, il lupo (Canis lupus), la volpe rossa (Vulpes vulpes), la volpe corsac (V. corsac) e il gatto di Pallas (Otocolobus manul) popolano montagne, vallate e steppe, mentre la lince eurasiatica (Lynx lynx) vive nelle foreste, il ghiottone (Gulo gulo) nelle aree più impervie e il tasso (Meles meles) nelle steppe boscose. Montagne e steppe sono popolate anche da carnivori più piccoli, come l'ermellino (Mustela erminea), la puzzola delle steppe (M. eversmanii) e la donnola (M. nivalis).
Le zone più elevate ospitano alcune specie rare e sono di fondamentale importanza per la conservazione di alcune specie minacciate e in pericolo, come il leopardo delle nevi (Panthera uncia). Questa popolazione è utile ai fini della dispersione della popolazione verso aree limitrofe, come la Siberia meridionale, la Mongolia e il Kazakistan. Il driomio (Dryomys nitedula) e il castoro europeo (Castor fiber) del fiume Bulgan, così come il gerboa pigmeo di Kozlov (Salpingotus kozlovi) della steppa desertica, sono specie endemiche o minacciate entro i confini di questa ecoregione.
Tra gli uccelli, la casarca comune (Tadorna ferruginea) e il germano reale (Anas platyrhynchos) vivono nelle zone umide e il picchio rosso maggiore (Dendrocopos major) nelle foreste, mentre la cinciallegra (Parus major), la ballerina gialla (Motacilla cinerea), l'allodola eurasiatica (Alauda arvensis), il prispolone indiano (Anthus hodgsoni), l'averla bruna (Lanius cristatus), il nibbio bruno (Milvus migrans) e il corvo imperiale comune (Corvus corax) sono presenti in ogni zona dell'ecoregione. Nelle aree urbane molto numeroso è il passero europeo (Passer domesticus). Tra i rettili degni di nota ricordiamo Phrynocephalus versicolor, Elaphe dione e Gloydius halys.
Il fiume Katun è uno dei più limpidi e incontaminati fiumi della Russia. La fauna ittica dei laghi di alta montagna presso le sorgenti del Katun forma un particolare complesso biologico che non è ancora stato compreso a fondo. Il bacino di questo fiume appartiene alla provincia biogeografica della Mongolia, una regione caratterizzata da popolazioni relitte e specie e generi endemici. Specie di pesci come Coregonus peled, Thymallus arcticus, Barbatula toni e Triplophysa strauchii sono presenti nei piccoli laghi e nei fiumi che attraversano l'ecoregione. La pesca intensa sta avendo un impatto negativo sulle popolazioni di Oreoleucicus potanini e Thymallus brevirostris.
La diversità di insetti di questa ecoregione è relativamente alta. Tra i gruppi di insetti dominanti nelle zone di steppa arida vi sono emitteri (soprattutto Miridi), coleotteri (specialmente Cantaridi e Coccinellidi), lepidotteri e ortotteri. In quest'area sono presenti inoltre Omotteri, Tenebrionidi, Meloidi, Crisomelidi, Curculionidi e Scarabeidi.

## Conservazione

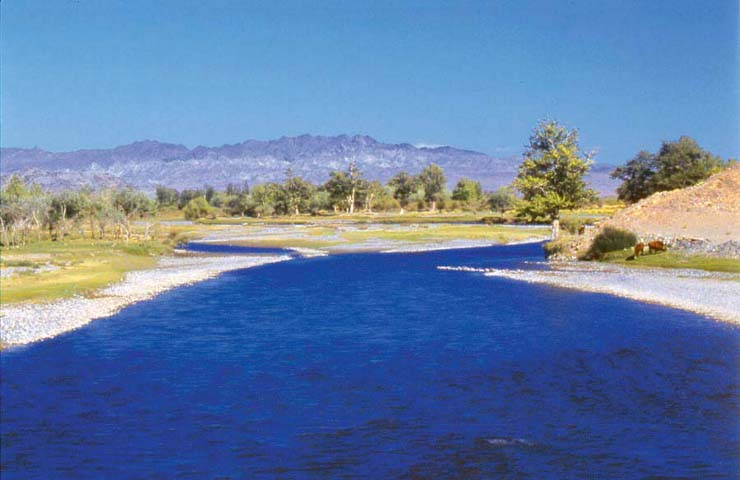
Fiume Ulungur

Lo stato di conservazione della regione è considerato vulnerabile. I maggiori pericoli vengono dalla crescita della popolazione e al grande incremento dell'allevamento di bestiame e dell'agricoltura, che hanno portato ad un eccessivo consumo dei pascoli e ad una potenziale desertificazione delle aree vulnerabili. Anche il taglio non autorizzato degli alberi per la produzione di legna da ardere può fare gravi danni.